# ساتورو سكوما
ساتورو سكوما (باليابانية: 佐久間 悟) (7 يوليو 1963 في طوكيو في اليابان – )؛ هو لاعب كرة قدم ياباني سابق كان يلعب كمدافع.

## وصلات خارجية
- ساتورو سكوما على موقع قاعدة بيانات كرة القدم.إي يو (الإنجليزية)
- ساتورو سكوما على موقع Soccerway.com (الإنجليزية)
- ساتورو سكوما على موقع عالم كرة القدم.نت (الإنجليزية)

- J.League Data Site (باليابانية)